# 安芳蓮
安芳蓮（1943年—2007年2月19日），華裔、西班牙裔加拿大籍小兒科醫生，人稱「候鳥醫生」，長年在台東基督教醫院免費服務，為第十屆醫療奉獻獎得主。

## 生平
安芳蓮（Florence On）為1943年次，父是旅加廣東華僑，母是西班牙裔美國人。
安芳蓮在美國長大，大學攻讀西班牙文學，為哈佛大學全額文學獎學金的碩士。美茵茨大学醫學博士畢業後在加拿大獲得完整的小兒科醫師訓練，並在亞伯達醫院接受過內、外科醫師訓練，且是該院內科主治醫師。
1982年安芳蓮到越南參加義診時，認識在台東基督教醫院（簡稱「東基」）服務多年的美國籍醫師龍樂德，隔年替代龍醫師首次到達東基服務八個月。對喜愛小朋友的她說，當時臺灣原住民可能因經濟問題，常是孩童病到不行了才帶來看醫，讓她更覺得臺東需要她。為了到海外醫療宣教的她與男友分手，終生未婚。從1988年至1997年間，她每年到東基以不支領薪水方式服務四到六個月。由於加拿大規定醫師只要一年內沒執業，就取消執業特約資格，因此安芳蓮每半年在加拿大賺取足夠奉養父母及生活費後再來到臺灣。
安芳蓮是第一位通過臺灣醫師執照的外國女醫師，也是美國紐約州執業醫師。她還有語言天份，除英語外，能講德語、西班牙語、法語，來臺灣後除學中華民國國語外，還學會臺東人使用的卑南語、阿美語等，後因為臺東越來越多泰籍和越籍配偶，於是她又學了泰語和越語的日常話，以及經常出現的病症用語，用這種方式來減少醫病之間認知錯誤導致誤診的機率。當她發現台灣疾管局的通報英文文法有問題時，便自告幫忙做英文編修，希望外國人能夠完全了解台灣在感染管控上所做的努力，及加入世界衛生組織。
安芳蓮在臺東遇到兩位年輕醫師：一位是家境富裕的女醫師，想朝音樂發展，但屈從父母壓力學醫，從此她整個人鬱鬱寡歡，後來選擇輕生搶救回來；另一位也是在父母親壓力下學醫的男醫師，既然無法改變身為醫師的事實，乾脆把行醫賺來的錢，拿來幫助暫時沒工作的人。安芳蓮認為不管學醫的動機如何，日後還是可自我調適，為自己闢出坦途，也服務病患。
東基並沒有自己的小兒科病房，遇到病重兒童，只能轉診其他醫院。東基表示，安芳蓮不知在這裡搶救出多少的小生命，比若院內一位王姓護士女兒，因先天性心臟病加上唇顎裂，在醫院一整年的治療期間前後動過五次大手術，幸好安醫師多次帶著小孩至林口長庚醫院治療。一次一體重只有1200公克的早產兒，在當時醫療資源和設備都很缺乏的年代，難以存活，於是轉診到台東基督教醫院，由安芳蓮接手照顧，幫助嬰兒度過難關。
安芳蓮並不會因是純屬義務，就在看病歷上馬虎， 她強調病歷非常重要，因為完整、詳細的病歷，可看出一個醫師認真在了解病人的情形。她寫的病歷特別，如會在早產兒的病歷上特別註明「多給她愛」，希望護士能夠多給予孩子擁抱和撫摸。一次，她自願幫忙東基病歷篩選工作的去留，發現這些病歷還會記錄眾人的禱告、護士唱聖詩在病床邊安慰病人，病人接受耶穌基督的時刻，不只記錄病人的內在世界，也有醫生自己靈魂的窗口，反映出醫者自己的信心、害怕、懷疑、失敗、勝利等。
教會並無支助生活費給安芳蓮，是因為她無宣教士身份，直到1997年左右，教會系統才開始支付她些微的生活費用，使她每年可在台東多住一兩個月。在東基同仁眼中，她就像候鳥，每逢秋天來臨，就見到她便揹著行囊到東基報到，因此稱為「候鳥醫生」。與其同事過的護士都說和安醫師工作會很緊張，因只要病人喊痛，她就算是三更半夜，也會隨即跑到病房去查看，甚至會了解病症的現象，會打電話去美國詢問，還熱心替原住民小孩找醫療資源來協助。除在醫院照顧病人，她喜歡到山區為原住民孩童身體健康檢查，有時會遇到政府預算不夠，要醫生們做健康檢查時做半套就可以了，她依然仔細地為每位孩子檢查，還會帶生活必需品給貧窮的孩子。在東基期間，有一次禮拜日沒有人帶領病人禮拜，她就主動找幾位基督徒醫師輪流傳福音，她說基督教醫院在禮拜日沒有帶病人禮拜，這就不是基督教醫院。
1998年，東基因經營危機，由花蓮門諾醫院接管輔導，卻因派駐該院的首位院長領導風格，讓東基不少外籍醫師與護士離去，如安芳蓮便是其中之一。她表示當年7月離開後，因院內新院長的管理問題，根本沒想過再回臺灣，後來宣教士耿喜音通信告知換了院長呂信雄，且新院長對東基很有一番抱負，於是她該年10月再來台東，但未馬上回到東基工作，而經過一段時間觀察、了解後，1999年1月，她決定重新加入東基。
921大地震時，安芳蓮隨台東醫護隊到災區投入醫療救護。
至2000年時，東基醫護人員已有前院長譚維義、前院長蘇輔道、醫師龍樂德、宣教士德樂詩、耿喜音及醫師安芳蓮此六位外籍醫護人員得醫療奉獻獎。第十屆醫療奉獻獎受獎時，安芳蓮特別提到希波克拉底誓詞。該年初，她發現一名張姓嬰兒心臟有雜音，建議直接到台北大型醫院就醫，於是這名六個月的嬰兒成了截至2000年時亞洲最小的換心人。
2002年初，安芳蓮因罹患罕見的關節疾病，辭去東基的工作，不過每周二、四仍定期到台東卑南衛生所為民眾義診。護士陳燕秋、杜美雲表示，安醫師離開東基後，獨自在外租屋，除了在診所看診之外，還要找機會打工當翻譯，賺取生活費與房租，經濟不甚寬裕。
2004年，安芳蓮主動參與南亞海嘯人道醫療後，同年4月返回加拿大探親，意外發現罹患子宮內膜癌第三期。5月切除腫瘤後，癌細胞仍舊擴散。她之前曾兩次在臺灣作病理切片檢查卻未檢查出，她認為病理報告太隨便了，連抽取的細胞樣本不足也不管。因她貧病交迫，東基公布她在加拿大的住處地址與電子信箱、希望民眾捐款或打氣。海內外共千餘人捐出約兩百五十萬元，其中半數直接匯往加拿大。2005年7月16日，曾共事的護士陳燕秋、杜美雲從臺灣帶著禮物、紅包和慰問卡片搭飛機到安芳蓮在艾德蒙頓的家，見到安醫生開始正規化療，也有教會人士輪流照顧、鄰居也都很願意幫忙，陳燕秋和杜美雲才稍微放心。
安芳蓮在加拿大艾伯塔省接受治療的感想是，等候時間比臺灣長得多，例如照胃鏡在臺灣可能一、兩天就排好，加拿大卻需要三周，排手術花一月，排化療又需一月。2006年1月下旬，她回來臺灣訪友及處理事情。次月19日，她在普悠瑪教會上，說今年初發現癌症已消失。
台灣時間2007年2月19日晚間11時，安芳蓮在加拿大病逝。親友依其遺囑，將她的骨灰運到臺東。
次年同樣為華裔、在臺東奉獻的醫生施少偉也死於癌症。

## 外部連結
- Remembrance of Things Past: A Journey through the Medical Records of the TaitungChristianHospital 追憶逝水年華：台東基督教醫院的病歷閱讀之旅 （页面存档备份，存于）